# Стоянов, Анастас
Анастас Стоя́нов (болг. Анастас Стоянов, 2 августа 1931, Живовцы, Третье Болгарское царство — 24 декабря 2004, София) — болгарский писатель, поэт, журналист, переводчик с русского языка.

## Биография
Родился 2 августа 1931 г. в селе Живовцы, вблизи г. Монтана, в то время — г. Фердинанд, Болгария.
В его роду бытует легенда о родстве с рождённым в г. Радовиш (теперь в Македонии) Анастасием Струмешким, чьё имя болгарская церковь чествует 29 августа.
Предки его, отпрыски Солуньских болгар, были мастеровитыми плотниками, многие мосты, церкви и манастыри сохранили следы их тёсел и долот. Последнее, что построили его дед и отец — живовский каменный мост, церковь в селе, колокольня и школа, в которой учился и он сам.
На сей день руины церкви и останки школы торчат на берегу водохранилища Огоста.
В конце 19-го столетия его дед Анастас Златанов, бедный трынский мастер, вместе со своим братом поселились в селе Живовцы Михайловградского округа. Про его отца Стояна Анастасова Златанова известно совсем мало — работал вместе с Анастасовым дедом строителем. Умер очень рано, едва ли двадцатилетним.
Прогимназию окончил в родном селе. С 1946 по 1951 год Анастас Стоянов учился в мужской гимназии имени ген. полк. Христо Михайлова в Михайловграде. В то время директором гимназий был Жечо Боздуганов. Теперь это природоведческо-математическая гимназия им. Святого Климента Охридского.
Будучи десятиклассником, в 1949 году, он написал стихотворение «С михайловским духом несломимым», которое стало гимном гимназии. Музыку гимна сочинил также ученик этой гимназии Георги Андреев.
Филологию и журналистику изучал в Софийском университете, София, Болгария.
Впервые напечатался в газете «Народна младеж» в 1949 г.

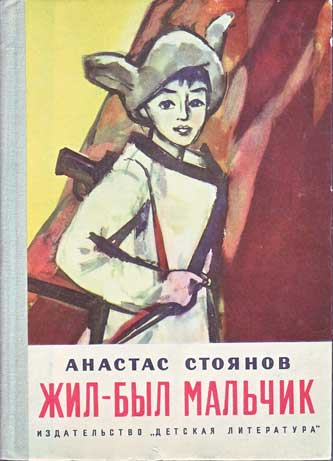
Жил-был мальчик1975, изд. Детская литература, Москва, перевод Т. Елисеева

Был редактором на Радио София (1957—1959). В период с 1959 по 1965 работал в газете «Сепетемврийче». С 1965 по 1966 г. зав. редакции в издательстве «Народна младеж». Секретарь Союза болгарских писателей (1966—1969), редактор в газ. «Народна младеж» (1969—1972). В период 1972—1974 — главный редактор журнала «Пламък», в то время орган СБП, а с 1974 по 1991 — главный редактор журнала для детского и юношеского литературного творчества «Пламъче» («Полымце»). В период с ноября 1994 по апрель 1995-го — главный редактор газ. "Вселена («Вселенная»).
Переводил на болгарский язык стихотворения Сергея Есенина, Ильи Эренбурга, Саят-Нова, Нила Гилевича и др.
Благодаря сочетанию таланта и свободомыслия, его творческая жизнь была знала и взлёты и падения. Так например, в начале 1960-х он под влиянием французского сюрреалиста и дадаиста Луи Арагона опубликовал стихотворения без знаков препинания. Это вызвало скандал в тогдашнем высшем партийном и державном руководстве, и он на несколько лет потерял возможность печататься. Позже, опять же по настоянию партийного руководства, был назначен главным редактором авторитетного и политически значимого в то время журнала «Пламък» («Пламя»). Но последовало предложение о наказании и увольнении. Был и секретарём СБП — в то время эта должность позволяла оказыват серьёзное политическое и административное влияние на «кадры идеологического фронта».
Об Анастасе Стоянове упоминает в своих «Заочных репортажах» писатель-эмигрант Георги Марков. Свою точку зрения на описанный там ужин во дворце «Быстрица» Анастас Стоянов высказал в своей ещё неизданной книге «Тайная вечеря в Царской Бистрице — о живых и тех, что жили».
Почти на 15 лет после 1989-го он самоизолировался и писал, не издавая книг.
В 2004 вышла его последняя прижизненная книга «Ранние раны».
В 2005 г. краеведческаму отделу Общинной библиотеки г. Монатана присвоено имя Анастаса Стоянова.
После его смерти изданием подготовленных им к печати книг занимается его жена Виолета Сотирова — Стоянова и его дети Калин и Милена Стояновы. Редактором своих будущих книг он назначил Время.

## Творчество
Первое своё стихотворение («Кузнец») написал ещё в прогимназии, а первую книгу («Первая любовь») издал в 1955-м, будучи ещё студентом.
В его творчестве нетрудно увидеть элементы романтики и сказочности. По его собственным словам, он всегда держался реальных событий и реальных лиц, как бы их не «поэтизиривал» и не «украшал». Это мы видим в его повести «Жил был мальчик…», в романах «Всадники» и «Хищник», также и в его сказках про Малчо. Это относится и к его поэзии.
Как сказал он сам: «Я был верен времени, в котором родился, жил и творил. И я не имею намерения рыться в гардеробе своих старых вещей, чтобы их переделывать в соответствии с новыми модами и изменчивостью судьбы. Да и хочу остаться верным завету матери: не манкируй своими обязанностями в жизни, дитя, помни, что ты сын мати Стояновой, а не сын мати Бежановой..».
Некоторые его произведения или части их переведены на русский, белорусский, украинский, французский, английский и другие языки.
Согласно «Словаря болгарский литературы» и других справочников об Анастасе Стоянове и его творчестве писали: Борис Делчев, Димитр Канушев, Минко Николов, Ефрем Каранфилов, Пантелей Зарев, Стефан Элефтеров, Иван Цветков, Людмила Григорова, Симеон Хаджикосев, Энчо Мутафов, Иван Милчев, Йордан Василев, Николай Янков, Дарья Табакова, Михаил Василев, Благовеста Касабова, Георги Пенчев, Никола Инджов, Тихомир Йорданов, Борис Борисов, Никола Намерански, Юли Йорданов и др. См. также Юлия Иванова и издание «Кто кто есть в Монтана». О нём вспоминает и Йордан Радичков, с кем ему выпало разделить не одно охотничье утешение.